# Leaders Cup 2019
Navigation
Disneyland Paris 2018 Disneyland Paris 2020
La septième édition de la Leaders Cup de basket-ball (ou Disneyland Paris Leaders Cup LNB pour des raisons de parrainage) se déroule du 15 au 17 février 2019 à la Disney Events Arena de Disneyland Paris à Chessy (Seine-et-Marne).

## Contexte
À l'issue de la phase « Aller » de la saison 2018-2019 du championnat de Pro A, les huit premières équipes sont qualifiées pour la compétition. Celle-ci se joue sur trois jours, à partir des quarts de finale, suivant le format des matches à élimination directe.

## Résumé
Les huit équipes qualifiées sont reversées dans deux chapeaux (un chapeau pour les équipes classées de 1 à 4 et un deuxième chapeau pour les équipes classées de 5 à 8) pour le tirage au sort des rencontres.

### Équipes qualifiées
Classement des huit premières équipes de Pro A à l'issue de la 17e journée de la saison 2018-2019 :
| Rang | Équipe            | %  | J  | G  | P | Pp   | Pc   | GA  |
| ---- | ----------------- | -- | -- | -- | - | ---- | ---- | --- |
| 1    | Lyon-Villeurbanne | 76 | 17 | 13 | 4 | 1401 | 1259 | 142 |
| 2    | Pau-Lacq-Orthez   | 65 | 17 | 11 | 6 | 1361 | 1300 | 61  |
| 3    | Nanterre 92       | 65 | 17 | 11 | 6 | 1390 | 1338 | 52  |
| 4    | Levallois         | 59 | 17 | 10 | 7 | 1395 | 1370 | 25  |
| 5    | Dijon             | 59 | 17 | 10 | 7 | 1307 | 1252 | 55  |
| 6    | SIG Strasbourg C  | 59 | 17 | 10 | 7 | 1376 | 1329 | 47  |
| 7    | JL Bourg          | 59 | 17 | 10 | 7 | 1381 | 1352 | 29  |
| 8    | Limoges           | 59 | 17 | 10 | 7 | 1402 | 1368 | 34  |

### Chapeaux
Les deux chapeaux sont les suivants :
| Pot 1                                            | Pot 2                                            |
| ------------------------------------------------ | ------------------------------------------------ |
| Lyon-Villeurbanne Pau-Lacq-Orthez Nanterre Dijon | SIG Strasbourg Limoges Bourg-en-Bresse Levallois |

## Tableau
Le tirage au sort est effectué le 24 janvier 2019 par Sami Ameziane, dit le comte de Bouderbala.
|  | Quarts de finale        | Quarts de finale        | Quarts de finale        | Quarts de finale        |                 |                 | Demi-finales            | Demi-finales            | Demi-finales            | Demi-finales            |  |  | Finale                  | Finale                  | Finale                  | Finale                  |
|  |                         |                         |                         |                         |                 |                 |                         |                         |                         |                         |  |  |                         |                         |                         |                         |
|  | 15 février 2019 à 18h00 | 15 février 2019 à 18h00 | 15 février 2019 à 18h00 | 15 février 2019 à 18h00 |                 |                 | 16 février 2019 à 20h30 | 16 février 2019 à 20h30 | 16 février 2019 à 20h30 | 16 février 2019 à 20h30 |  |  | 17 février 2019 à 17h00 | 17 février 2019 à 17h00 | 17 février 2019 à 17h00 | 17 février 2019 à 17h00 |
|  | 15 février 2019 à 18h00 | 15 février 2019 à 18h00 | 15 février 2019 à 18h00 | 15 février 2019 à 18h00 |                 |                 | 16 février 2019 à 20h30 | 16 février 2019 à 20h30 | 16 février 2019 à 20h30 | 16 février 2019 à 20h30 |  |  | 17 février 2019 à 17h00 | 17 février 2019 à 17h00 | 17 février 2019 à 17h00 | 17 février 2019 à 17h00 |
|  | Dijon                   | Dijon                   | 79                      | 79                      |                 |                 | 16 février 2019 à 20h30 | 16 février 2019 à 20h30 | 16 février 2019 à 20h30 | 16 février 2019 à 20h30 |  |  | 17 février 2019 à 17h00 | 17 février 2019 à 17h00 | 17 février 2019 à 17h00 | 17 février 2019 à 17h00 |
|  | Dijon                   | Dijon                   | 79                      | 79                      |                 |                 | 16 février 2019 à 20h30 | 16 février 2019 à 20h30 | 16 février 2019 à 20h30 | 16 février 2019 à 20h30 |  |  | 17 février 2019 à 17h00 | 17 février 2019 à 17h00 | 17 février 2019 à 17h00 | 17 février 2019 à 17h00 |
|  | SIG Strasbourg          | SIG Strasbourg          | 89                      | 89                      |                 |                 | 16 février 2019 à 20h30 | 16 février 2019 à 20h30 | 16 février 2019 à 20h30 | 16 février 2019 à 20h30 |  |  | 17 février 2019 à 17h00 | 17 février 2019 à 17h00 | 17 février 2019 à 17h00 | 17 février 2019 à 17h00 |
|  | SIG Strasbourg          | SIG Strasbourg          | 89                      | 89                      | SIG Strasbourg  | SIG Strasbourg  | 72                      | 72                      |                         |                         |  |  | 17 février 2019 à 17h00 | 17 février 2019 à 17h00 | 17 février 2019 à 17h00 | 17 février 2019 à 17h00 |
|  | 15 février 2019 à 20h30 |                         |                         |                         | SIG Strasbourg  | SIG Strasbourg  | 72                      | 72                      |                         |                         |  |  | 17 février 2019 à 17h00 | 17 février 2019 à 17h00 | 17 février 2019 à 17h00 | 17 février 2019 à 17h00 |
|  |                         |                         | Limoges                 | Limoges                 | 63              | 63              |                         |                         |                         |                         |  |  | 17 février 2019 à 17h00 | 17 février 2019 à 17h00 | 17 février 2019 à 17h00 | 17 février 2019 à 17h00 |
|  | Nanterre                | Nanterre                | Limoges                 | Limoges                 | 63              | 63              | 75                      | 75                      |                         |                         |  |  | 17 février 2019 à 17h00 | 17 février 2019 à 17h00 | 17 février 2019 à 17h00 | 17 février 2019 à 17h00 |
|  | Nanterre                | Nanterre                | 16 février 2019 à 18h00 |                         |                 |                 | 75                      | 75                      |                         |                         |  |  | 17 février 2019 à 17h00 | 17 février 2019 à 17h00 | 17 février 2019 à 17h00 | 17 février 2019 à 17h00 |
|  | Limoges                 | Limoges                 | 98                      | 98                      |                 |                 |                         |                         |                         |                         |  |  | 17 février 2019 à 17h00 | 17 février 2019 à 17h00 | 17 février 2019 à 17h00 | 17 février 2019 à 17h00 |
|  | Limoges                 | Limoges                 | 98                      | 98                      | SIG Strasbourg  | SIG Strasbourg  | 98                      | 98                      |                         |                         |  |  |                         |                         |                         |                         |
|  | 15 février 2019 à 15h30 |                         |                         |                         | SIG Strasbourg  | SIG Strasbourg  | 98                      | 98                      |                         |                         |  |  |                         |                         |                         |                         |
|  |                         |                         | Bourg-en-Bresse         | Bourg-en-Bresse         | 97              | 97              |                         |                         |                         |                         |  |  |                         |                         |                         |                         |
|  | Lyon-Villeurbanne       | Lyon-Villeurbanne       | Bourg-en-Bresse         | Bourg-en-Bresse         | 97              | 97              | 86                      | 86                      |                         |                         |  |  |                         |                         |                         |                         |
|  | Lyon-Villeurbanne       | Lyon-Villeurbanne       |                         |                         |                 |                 |                         |                         |                         |                         |  |  |                         |                         |                         |                         |
|  | Bourg-en-Bresse         | Bourg-en-Bresse         | 88                      | 88                      |                 |                 |                         |                         |                         |                         |  |  |                         |                         |                         |                         |
|  | Bourg-en-Bresse         | Bourg-en-Bresse         | 88                      | 88                      | Bourg-en-Bresse | Bourg-en-Bresse | 86                      | 86                      |                         |                         |  |  |                         |                         |                         |                         |
|  | 15 février 2019 à 13h00 |                         |                         |                         | Bourg-en-Bresse | Bourg-en-Bresse | 86                      | 86                      |                         |                         |  |  |                         |                         |                         |                         |
|  |                         |                         | Levallois               | Levallois               | 79              | 79              |                         |                         |                         |                         |  |  |                         |                         |                         |                         |
|  | Pau-Lacq-Orthez         | Pau-Lacq-Orthez         | Levallois               | Levallois               | 79              | 79              | 87                      | 87                      |                         |                         |  |  |                         |                         |                         |                         |
|  | Pau-Lacq-Orthez         | Pau-Lacq-Orthez         |                         |                         |                 |                 |                         | 87                      |                         |                         |  |  |                         |                         |                         |                         |
|  | Levallois               | Levallois               | 94                      | 94                      |                 |                 |                         |                         |                         |                         |  |  |                         |                         |                         |                         |
|  | Levallois               | Levallois               | 94                      | 94                      |                 |                 |                         |                         |                         |                         |  |  |                         |                         |                         |                         |
|  |                         |                         |                         |                         |                 |                 |                         |                         |                         |                         |  |  |                         |                         |                         |                         |

## Rencontres

### Quarts de finale
| 15 février 2019 13h00 CET | Rapport LNB | Élan béarnais Pau-Lacq-Orthez                                            | 87-94                               | Levallois Metropolitans                                                           |  | Disneyland Events Arena, Chessy (Disneyland Paris) Arbitres : ? | RMC Sport |
| 15 février 2019 13h00 CET | Rapport LNB | Score par quart-temps : 22-27, 16-25, 26-18, 23-24                       |                                     |                                                                                   |  | Disneyland Events Arena, Chessy (Disneyland Paris) Arbitres : ? | RMC Sport |
| 15 février 2019 13h00 CET | Rapport LNB | Score par mi-temps : 38-52, 49-42                                        |                                     |                                                                                   |  | Disneyland Events Arena, Chessy (Disneyland Paris) Arbitres : ? | RMC Sport |
| 15 février 2019 13h00 CET | Rapport LNB | C. J. Harris, 24 Vitalis Chikoko, 7 Mickey McConnell, 5 C. J. Harris, 29 | Points Rebonds Passes d. Évaluation | Nobel Boungou Colo, 32 Nobel Boungou Colo, 13 Roko Ukić, 7 Nobel Boungou Colo, 39 |  | Disneyland Events Arena, Chessy (Disneyland Paris) Arbitres : ? | RMC Sport |

| 15 février 2019 15h30 CET | Rapport LNB | LDLC ASVEL Lyon-Villeurbanne                                        | 86-88                               | JL Bourg-en-Bresse                                                        |  | Disneyland Events Arena, Chessy (Disneyland Paris) Arbitres : ? | RMC Sport |
| 15 février 2019 15h30 CET | Rapport LNB | Score par quart-temps : 11-20, 28-20, 24-28, 23-20                  |                                     |                                                                           |  | Disneyland Events Arena, Chessy (Disneyland Paris) Arbitres : ? | RMC Sport |
| 15 février 2019 15h30 CET | Rapport LNB | Score par mi-temps : 39-40, 47-48                                   |                                     |                                                                           |  | Disneyland Events Arena, Chessy (Disneyland Paris) Arbitres : ? | RMC Sport |
| 15 février 2019 15h30 CET | Rapport LNB | Théo Maledon, 15 Miro Bilan, 8 Mantas Kalnietis, 6 David Lighty, 18 | Points Rebonds Passes d. Évaluation | Zachery Peacock, 23 Mike Moser, 5 Arthur Rozenfeld, 7 Zachery Peacock, 27 |  | Disneyland Events Arena, Chessy (Disneyland Paris) Arbitres : ? | RMC Sport |

| 15 février 2019 18h00 CET | Rapport LNB | JDA Dijon                                                              | 79-89                               | SIG Strasbourg                                                    |  | Disneyland Events Arena, Chessy (Disneyland Paris) Arbitres : ? | RMC Sport |
| 15 février 2019 18h00 CET | Rapport LNB | Score par quart-temps : 10-13, 17-19, 23-24, 29-33                     |                                     |                                                                   |  | Disneyland Events Arena, Chessy (Disneyland Paris) Arbitres : ? | RMC Sport |
| 15 février 2019 18h00 CET | Rapport LNB | Score par mi-temps : 27-32, 52-57                                      |                                     |                                                                   |  | Disneyland Events Arena, Chessy (Disneyland Paris) Arbitres : ? | RMC Sport |
| 15 février 2019 18h00 CET | Rapport LNB | David Holston, 35 Gavin Ware, 5 Holston et Julien, 6 David Holston, 28 | Points Rebonds Passes d. Évaluation | Mike Green, 22 Fall et Ali Traore, 9 Mike Green, 6 Mike Green, 24 |  | Disneyland Events Arena, Chessy (Disneyland Paris) Arbitres : ? | RMC Sport |

| 15 février 2019 20h30 CET | Rapport LNB | Nanterre 92                                                                          | 75-98                               | Limoges CSP                                                                    |  | Disneyland Events Arena, Chessy (Disneyland Paris) Arbitres : ? | RMC Sport |
| 15 février 2019 20h30 CET | Rapport LNB | Score par quart-temps : 20-21, 15-23, 17-29, 23-25                                   |                                     |                                                                                |  | Disneyland Events Arena, Chessy (Disneyland Paris) Arbitres : ? | RMC Sport |
| 15 février 2019 20h30 CET | Rapport LNB | Score par mi-temps : 35-44, 40-54                                                    |                                     |                                                                                |  | Disneyland Events Arena, Chessy (Disneyland Paris) Arbitres : ? | RMC Sport |
| 15 février 2019 20h30 CET | Rapport LNB | Hugo Invernizzi, 14 Gamble et Pálsson, 5 Invernizzi et Waters, 6 Hugo Invernizzi, 20 | Points Rebonds Passes d. Évaluation | Axel Bouteille, 28 Jerry Boutsiele, 8 Jonathan Rousselle, 9 Axel Bouteille, 28 |  | Disneyland Events Arena, Chessy (Disneyland Paris) Arbitres : ? | RMC Sport |

### Demi-finales
| 16 février 2019 18h00 CET | Rapport LNB | JL Bourg-en-Bresse                                                      | 86-79                               | Levallois Metropolitans                                                              |  | Disneyland Events Arena, Chessy (Disneyland Paris) Arbitres : ? | RMC Sport |
| 16 février 2019 18h00 CET | Rapport LNB | Score par quart-temps : 24-9, 15-19, 26-18, 21-33-                      |                                     |                                                                                      |  | Disneyland Events Arena, Chessy (Disneyland Paris) Arbitres : ? | RMC Sport |
| 16 février 2019 18h00 CET | Rapport LNB | Score par mi-temps : 39-28, 47-51                                       |                                     |                                                                                      |  | Disneyland Events Arena, Chessy (Disneyland Paris) Arbitres : ? | RMC Sport |
| 16 février 2019 18h00 CET | Rapport LNB | Zachery Peacock, 25 Zach Wright, 11 Zach Wright, 10 Zachery Peacock, 33 | Points Rebonds Passes d. Évaluation | Cyrille Eliezer-Vanerot, 15 Ekene Ibekwe, 8 Roko Ukić, 8 Cyrille Eliezer-Vanerot, 21 |  | Disneyland Events Arena, Chessy (Disneyland Paris) Arbitres : ? | RMC Sport |

| 16 février 2019 20h30 CET |                                                                         | SIG Strasbourg                      | 72-63                                                                   | Limoges CSP |  | Disneyland Events Arena, Chessy (Disneyland Paris) Arbitres : ? | RMC Sport |
| 16 février 2019 20h30 CET | Score par quart-temps : 20-17, 24-11, 9-17, 19-18                       |                                     |                                                                         |             |  | Disneyland Events Arena, Chessy (Disneyland Paris) Arbitres : ? | RMC Sport |
| 16 février 2019 20h30 CET | Score par mi-temps : 44-28, 28-35                                       |                                     |                                                                         |             |  | Disneyland Events Arena, Chessy (Disneyland Paris) Arbitres : ? | RMC Sport |
| 16 février 2019 20h30 CET | Jérémy Nzeulie, 15 Youssoupha Fall, 8 Mike Green, 9 Youssoupha Fall, 17 | Points Rebonds Passes d. Évaluation | Dwight Hardy, 14 William Howard, 6 Jordan Taylor, 5 Jerry Boutsiele, 12 |             |  | Disneyland Events Arena, Chessy (Disneyland Paris) Arbitres : ? | RMC Sport |

### Finale
| 17 février 2019 17h00 CET |                                                                         | SIG Strasbourg                      | 98-97                                                                   | JL Bourg-en-Bresse |  | Disneyland Events Arena, Chessy (Disneyland Paris) Arbitres : ? | RMC Sport |
| 17 février 2019 17h00 CET | Score par quart-temps : 24-28, 18-22, 30-17, 26-30                      |                                     |                                                                         |                    |  | Disneyland Events Arena, Chessy (Disneyland Paris) Arbitres : ? | RMC Sport |
| 17 février 2019 17h00 CET | Score par mi-temps : 42-50, 56-47                                       |                                     |                                                                         |                    |  | Disneyland Events Arena, Chessy (Disneyland Paris) Arbitres : ? | RMC Sport |
| 17 février 2019 17h00 CET | Eddie et Green, 26 Jarell Eddie, 6 Ludovic Beyhurst, 5 Jarell Eddie, 29 | Points Rebonds Passes d. Évaluation | Zachery Peacock, 28 Youssou Ndoye, 7 Garrett Sim, 9 Zachery Peacock, 26 |                    |  | Disneyland Events Arena, Chessy (Disneyland Paris) Arbitres : ? | RMC Sport |

## Leaders Cup Pro B

### Finale
| 17 février 2019 14h30 CET |                                                                  | Chorale de Roanne                   | 66-60                                                                                      | Rouen MB |  | Disneyland Events Arena, Chessy (Disneyland Paris) Arbitres : ? | RMC Sport |
| 17 février 2019 14h30 CET | Score par quart-temps : 21-16, 19-17, 10-11, 16-16               |                                     |                                                                                            |          |  | Disneyland Events Arena, Chessy (Disneyland Paris) Arbitres : ? | RMC Sport |
| 17 février 2019 14h30 CET | Score par mi-temps : 40-33, 26-27                                |                                     |                                                                                            |          |  | Disneyland Events Arena, Chessy (Disneyland Paris) Arbitres : ? | RMC Sport |
| 17 février 2019 14h30 CET | David Jackson, 16 4 joueurs, 5 Matt Carlino, 5 David Jackson, 14 | Points Rebonds Passes d. Évaluation | Maille et Jamar Diggs, 16 Zimmy Nwogbo, 8 Jean-Baptiste Maille, 6 Jean-Baptiste Maille, 21 |          |  | Disneyland Events Arena, Chessy (Disneyland Paris) Arbitres : ? | RMC Sport |